# Cratere Davy
Davy è un cratere lunare di 33,94 km situato nella parte sud-occidentale della faccia visibile della Luna, vicino al bordo orientale del Mare Nubium.
Il cratere principale copre parzialmente i resti occidentali del cratere Davy Y. A sud-est si trova il cospicuo cratere Alphonsus.

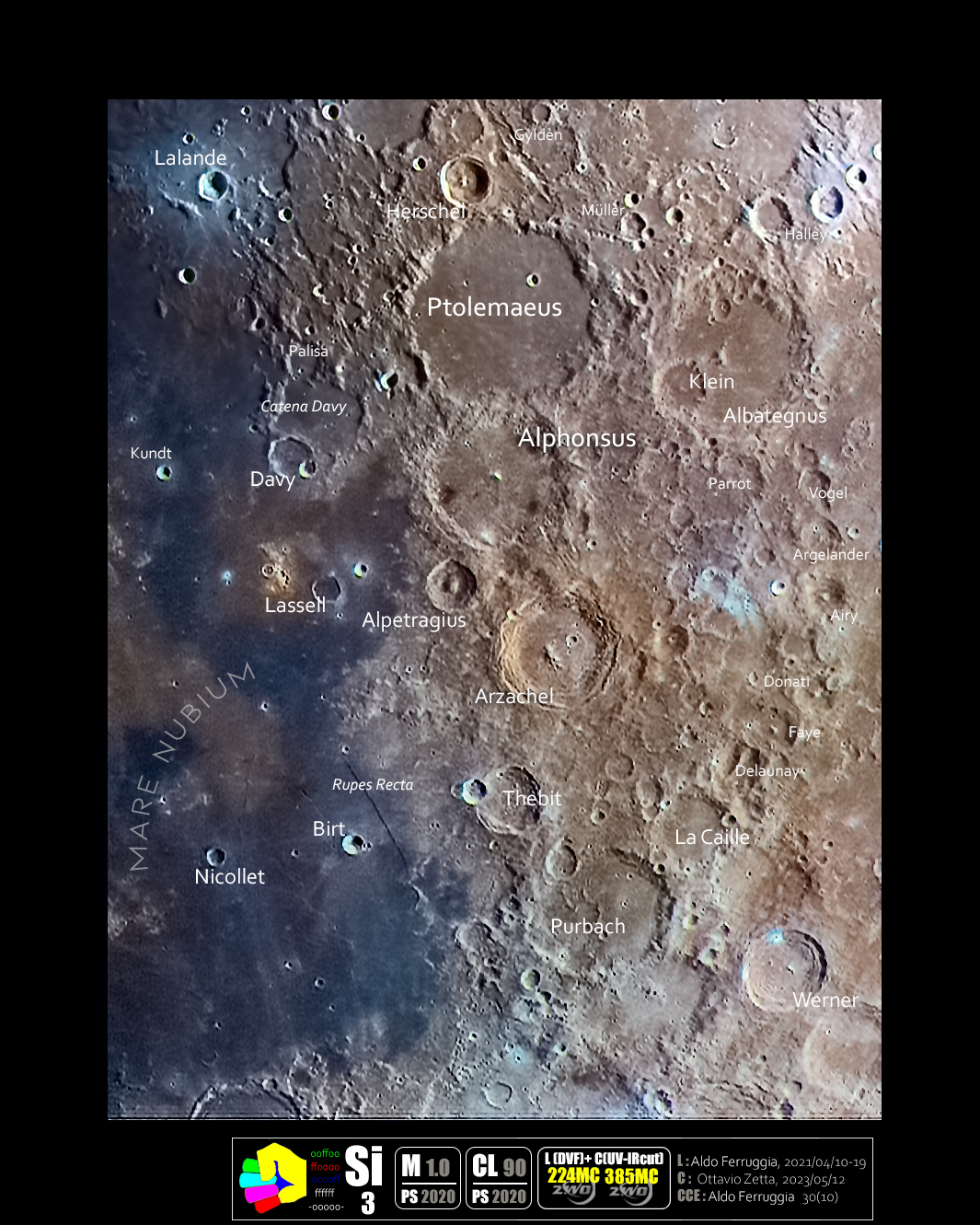
Il cratere con le strutture vicine in una Immagine Selenocromatica(Si)

Il bordo esterno di Davy è basso e il pianoro interno è stato parzialmente ricoperto dalla lava. La forma è quasi poligonale, specialmente nella metà occidentale, mentre a sud-est è parzialmente coperto dal cratere a tazza Davy A. Nel pianoro interno non vi è un picco centrale, anche se sono presenti delle basse alture, e i resti del bordo di Davy Y formano una bassa cresta fino all'esterno del margine settentrionale.
Il cratere è dedicato al chimico inglese Humphry Davy.

## Crateri correlati
Alcuni crateri minori situati in prossimità di Davy sono convenzionalmente identificati, sulle mappe lunari, attraverso una lettera associata al nome.
| Davy | Coordinate           | Diametro (in km) |
| ---- | -------------------- | ---------------- |
| A    | 12°13′48″S 7°45′00″W | 13,21            |
| B    | 10°53′24″S 8°56′24″W | 6,57             |
| C    | 11°13′12″S 7°00′00″W | 2,97             |
| G    | 10°22′12″S 5°06′00″W | 15,36            |
| K    | 10°11′24″S 9°28′48″W | 3,05             |
| U    | 12°57′36″S 7°10′12″W | 2,76             |
| Y    | 11°03′S 7°15′W       | 69,56            |